# デュートリオンビーム送電システム
デュートリオンビーム送電システム（デュートリオンビームそうでんシステム）はテレビアニメ『機動戦士ガンダムSEED DESTINY』に登場する架空の科学技術。

## 作中の設定
『SEED』での戦争の終期には、ニュートロンジャマーキャンセラーの登場によって再びMSに核動力の搭載が可能となったが、停戦後に結ばれたユニウス条約によって使用が禁止され、再び核動力は使用できなくなった。また、MSの兵装や本体性能が向上する中で、バッテリーの容量アップは追いつかない状況下にあり、その解決策は早急に必要となる。こうした状況の中で核動力を用いずMSの活動時間を延長させるための方法としてザフトによって開発された電力供給（または再充電）システムである。
技術的なルーツはザフトにおけるソーラーセイルとジェネシスの開発研究とされる。デュートリオンビーム送電システムを使用すると、母艦から特殊粒子線（デュートリオンビーム）を照射することでそれを受信したMSに電力が再充電される(再充電は数十秒で行われる)。
その原理の詳細は明らかにされていない。小説版においては、デュートリオンビームを受信する際は艦からの測的追尾システムによって機体は捕捉されデュートリオン加速器によって指向性を高くしたビームを対象となる機体の受信装置（パワーレシーバー）に照射することでM2型コンバータが作動、電力に変換されパワーアキュムレイターに蓄えられるとしている。一方で、デュートリオンビーム送電システムとはニュートロンジャマー下で阻害されないデュートリオン放射によって局所的なペタトロン崩壊が発生し電力へと相互変換されるとした資料も存在する。また、作中世界観の用語である「M2コンバータ」に関しては、セカンドステージMSの額部に存在する受信部・変換器のことで、ここにデュートリオンビームが受信されるとエネルギー変換が発生し、その働きによってビームはMSの動力エネルギーへと変換されるとしている。
作中での使用例
このシステムは、G.U.N.D.A.M.（Generation Unrestricted Network Drive Assault Module=無制限のネットワーク駆動世代の強襲モジュール）というOSが搭載された、ザフトが開発したインパルス、カオス、アビス、ガイア、セイバーの5機と、戦艦ミネルバに採用された。
作中ではインパルスが第12話と第28話、第49話で三度使用したのみで、残りの4機が使用することはなかった。

### ハイパーデュートリオンエンジン
CE73年からの大戦において、幾つかの高性能MSに採用されたハイブリッドエンジン。
従来型核エンジンと比較し、小型化かつ高出力化したウルトラ・コンパクト・ニュークリア・リアクター（超小型核原子炉）を採用し、原子炉とともにバッテリーも搭載する。また、デュートリオンビーム送電装置も導入。採用機の額部には引き続きデュートリオンビーム受信機も備える。二つのジェネレーターが相互補完し合うために戦闘中のエネルギー切れが発生する事はなく、従来型核エンジンの数倍の出力を発揮する。ただし、いずれの機体も作中においてデュートリオンビームを用いて充電を行った描写はみられない。
設定上はこの動力を搭載したデスティニーガンダム、レジェンドガンダムには専用のコクピットが用意されており、通常モードとハイパーモードの二種類に機体出力を調整可能であったとされている。

## デュートリオンビーム送電システムが採用されている機体・軍艦
- LHM-BB01 ミネルバ（デュートリオンビーム発信艦）
- ZGMF-X23S セイバー
  - ZGMF-YX21R プロトセイバー
- ZGMF-X24S カオス
- ZGMF-X31S アビス
- ZGMF-X88S ガイア
- ZGMF-X56S インパルス
  - ZGMF-56E2 インパルスSpec II
- ZGMF-X101S ザクスプレンダー（システム検証機）
- ZGMF-X42S デスティニー（ハイパーデュートリオン）
- ZGMF-X666S レジェンド（ハイパーデュートリオン）
- ZGMF-X3000Q プロヴィデンスザク（ハイパーデュートリオン）
- ZGMF-X19A インフィニットジャスティス（ハイパーデュートリオン）
- ZGMF-X20A ストライクフリーダム（ハイパーデュートリオン）

## 類似技術
シビリアンアストレイに搭載された電磁推進システムは改造することで、エネルギー受信システムに改造でき、後方の支援機からパワー供給を受けることができる。また、ターンデルタに採用されたヴォワチュール・リュミエールは、同システムが持つ空間構造の干渉を利用する事で他の同システムを持つデルタアストレイと遠隔で送受信することができ、そのパワーを得ることが可能である。
また、『VS ASTRAY』の時代のマガノイクタチは、非接触でエリア内の敵機と自機のバッテリーを擬似的に連結し、強制放電させた電力を自機のバッテリーに吸収できる。

## 備考
送電線を用いない電力供給技術としては、1960年代から提唱された宇宙太陽光発電が存在する。ガンダムシリーズにおいては1979年の第1作「機動戦士ガンダム」の設定においても同様の設備が存在し、宇宙の太陽光発電装置によって産出した電力をマイクロウェーブによって地上へと送る事で、地球圏のエネルギー源となっている。一方で、デュートリオンビーム送電システムの場合は母艦の電力をビームとして機体へと照射するものとなっている。また、1990年制作のOVA「機動戦士ガンダム0083 STARDUST MEMORY」には推進レーザーと呼ばれるものが登場し、月面の施設から照射する事で軍艦などにエネルギーを供給しているが、劇中の描写では電力ではなく推進剤を供給している。